# Minecraft-szerver
Egy Minecraft-szerver egy játékos vagy szervezet által működtetett többjátékos játékszerver a 2009-ben kiadott Minecraft című videojátékhoz. A játékosok saját szervereket üzemeltethetnek, hogy többen egyszerre játszhassanak ugyanazon a pályán. A legnagyobb és legnépszerűbb nemzetközi szerver a Hypixel.
A többjátékos szerverek általában egyedi szabályokkal rendelkeznek. A célközönségétől függően egy Minecraft-szerver többféle játékmódot is kínálhat a játékosoknak.

## Történelem
A többjátékos mód először 2009. május 31-én került a Minecraftba. A többjátékos funkció korai szakaszában kizárólag helyi hálózaton keresztül volt lehetséges másokkal együtt játszani. Az első, bárki számára publikusan elérhető szerver 2011. augusztus 4-én jelent meg, egy órával azután, hogy lehetségessé vált interneten keresztül csatlakozni másik játékához. 2013-ban a Mojang bejelentette a Minecraft Realms nevű szerver hosting szolgáltatást, amelynek célja, hogy a játékosok egyszerűen és biztonságosan futtassák szerveres többjátékos játékokat anélkül, hogy saját maguknak kellene beállítaniuk. A szabványos szerverekkel ellentétben csak meghívott játékosok csatlakozhatnak a Realms szerverekhez. 2014 júniusában a Mojang kötelezővé tenne a végfelhasználói szerződésük elfogadását minden, Minecraft-szervert futtatni akaró játékos számára. A szerződés elfogadása miatt sok szerver leállt, mivel lehetetlenné tették a különféle játékbeli előnyök árusítását.
A többjátékos szerverek futtatása az idő múlásával egyre könnyebbé vált és megjelentek olyan szolgáltatók is, amelyek ingyenes szerverhoszting szolgáltatást biztosítanak Minecraft-szerver üzemeltetése céljából. Jelenleg bárki ingyenesen indíthat többjátékos szervert, különösebb megkötések és korlátozások nélkül.

## Népszerű szerverek
A legnépszerűbb hazai Minecraft-szerver a FyreMC, amelyen csúcsidőben több száz játékos is tartózkodik. A FyreMC a nemzetközi Hypixel mintájára készült és főképp úgynevezett minijáték szerverek üzemeltetésével szórakoztatják a játékosokat. Ezeken a szervereken a játékosok egy előre meghatározott szabályrendszer szerint kötelesek játszani, amelytől szigorú szankciók mellett lehetséges csak eltérni. A legnépszerűbb minijáték az úgynevezett bedwars, amely egy Minecraft adaptációja a Battle royale játékoknak. A játékosok célja, hogy egy adott területen lévő minden játékost megöljenek, jellemzően valamilyen cél teljesítése mellett.

## Anarchia szerverek
Az anarchia szerverek egy speciális csoportot képeznek a Minecraft-szervereken belül. A népszerű szerverekkel ellentétben az anarchia szervereken teljes szabályozatlanság jellemző. A legnépszerűbb nemzetközi anarchia szerver a 2b2t, amelynek hazai megfelelője a Nuktameron. Az anarchia szerverek jellemzője, hogy a szerveren használt pályát sosem törlik és nincsenek viselkedésre vonatkozó szabályok. Fenntartásuk jellemzően rendkívül költséges, mivel a játékosok által engedélyezetten használt csalások közül néhány, főleg a játékban történő mozgás sebességét módosító csalás rendkívül magas terhelést jelent a kiszolgáló szervernek.

## Fordítás
Ez a szócikk részben vagy egészben  a   Minecraft server című angol Wikipédia-szócikk ezen változatának fordításán alapul.  Az eredeti cikk szerkesztőit annak laptörténete sorolja fel. Ez a jelzés csupán a megfogalmazás eredetét és a szerzői jogokat jelzi, nem szolgál a cikkben szereplő információk forrásmegjelöléseként.